# Jüdischer Friedhof (Bebra)

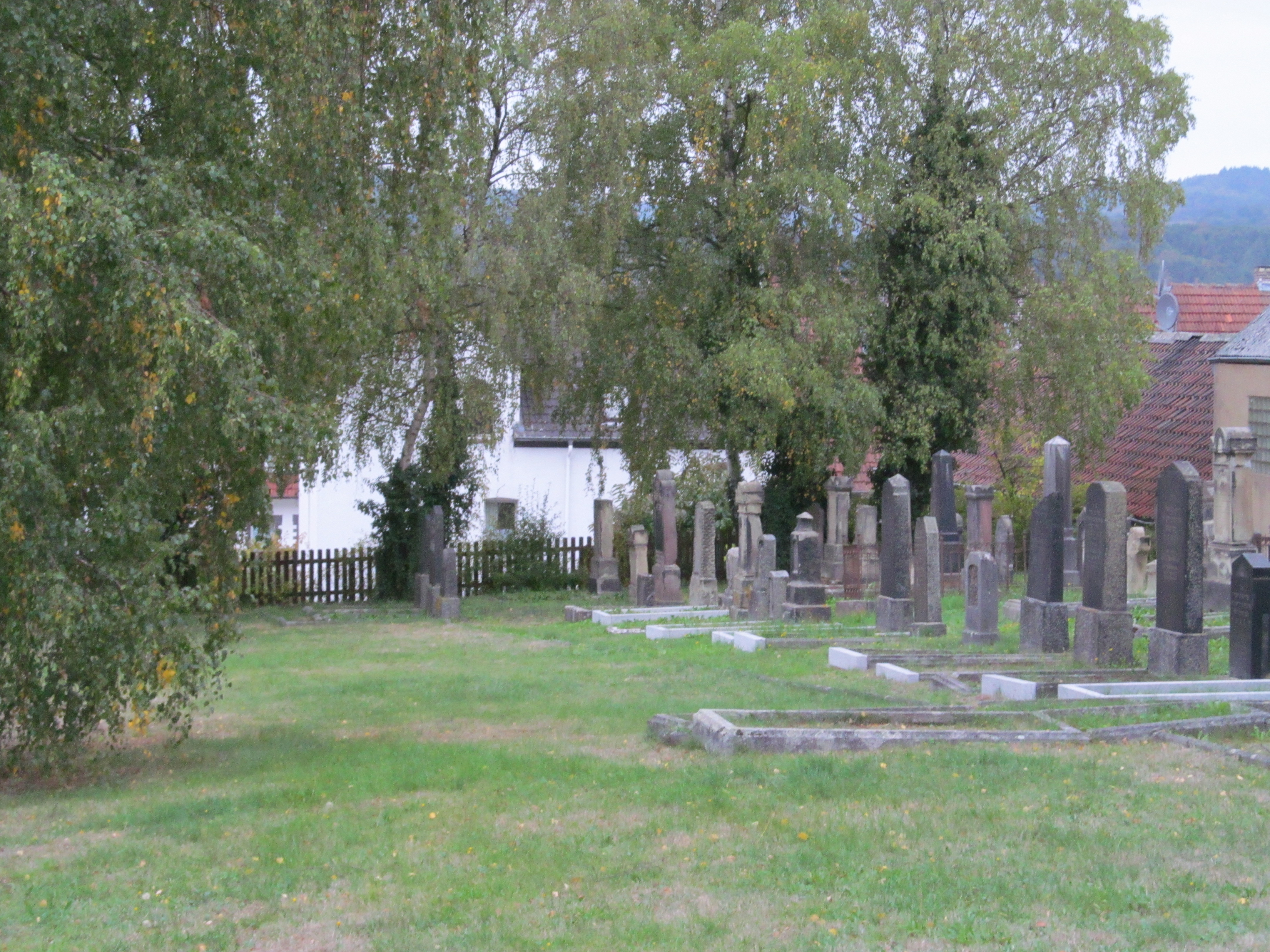
Jüdischer Friedhof Bebra (Oktober 2018)

Der Jüdische Friedhof Bebra ist ein Friedhof in der Stadt Bebra im Landkreis Hersfeld-Rotenburg in Hessen.
Der 1513 m² große jüdische Friedhof an der Otto-Kraffke-Straße in der Nähe des Bebraer Bahnhofes wurde im Jahr 1869 eingeweiht. Die erhaltenen Grabsteine stammen aus der Zeit zwischen 1872 und 1935.
Bei einer Friedhofsschändung im April 2006 wurden 28 Grabsteine sowie die Betonpfeiler des Eingangs und ein Hinweisschild mit Hakenkreuzen und SS-Runen beschmiert.